# Hainan (prefektura autonomiczna)
Hainan (chiń. 海南藏族自治州, pinyin Hǎinán Zàngzú Zìzhìzhōu; tyb. མཚོ་ལྷོ་བོད་རིགས་རང་སྐྱོང་ཁུལ་, Wylie Mtsho-lho Bod-rigs rang-skyong-khul, ZWPY Colho Poirig Ranggyong Kü) – tybetańska prefektura autonomiczna w Chinach, w prowincji Qinghai. Siedzibą prefektury jest powiat Gonghe. W 1999 roku liczyła 381 432 mieszkańców.

## Podział administracyjny
Prefektura autonomiczna Hainan podzielona jest na:
- 5 powiatów: Gonghe, Tongde, Guide, Xinghai, Guinan.